# Juan Demarchi
Pour les articles homonymes, voir Demarchi.
Giovanni De Marchi connu comme Juan Demarchi ou Juan De Marchi, né le 10 juin 1866 à Turin et mort en 1943, est un cordonnier et un anarchiste italien.

## Biographie
Giovanni De Marchi est surtout connu pour l'amitié avec le jeune Salvador Allende, qu'il rencontre à Valparaíso, où Allende, jeune étudiant du lycée « Eduardo de la Barra », vivait avec sa famille. La liaison avec Demarchi eut une grande influence sur le jeune étudiant qui, à travers les conversations avec le vieil anarchiste, découvre l'importance des luttes sociales.

## Sources
- Pierre Vayssière, Le Chili d'Allende et de Pinochet dans la presse française: passions politiques, informations et désinformation, 1970-2005, L'Harmattan, 2005, page 131.
- Régis Debray, Entretiens avec Allende sur la situation au Chili, Cahiers libres, n°202, François Maspéro, 1971, page 70.